# Philip Hochstrate
Philip Hochstrate (* 20. Mai 1977) ist ein deutscher Fusion- und Jazzmusiker (Keyboards, Arrangement).
Hochstrate studierte zunächst Jazz-Piano an der Hochschule für Musik Hanns Eisler Berlin und setzte seine Studien an der Royal Academy of Music fort. James Allsopp und Tim Giles holten ihn während des Studiums in die Gruppe Fraud; der Durchbruch mit dieser Band gelang beim Cheltenham Jazz Festival (vom Jazzwise-Magazin zum besten Gig 2006 gewählt), woraufhin das gleichnamige Debütalbum entstand. Dieses wurde bei den BBC Jazz Awards 2007 als „Bestes Album“ nominiert. Die Gruppe erhielt bei den Ronnie Scott’s Jazz Awards 2007 die Auszeichnung als bester neuer Act. Im Juli 2008 gewann Fraud den BBC Jazz Award für Innovation.
Unter eigenem Namen entstand 2007 das Album Jazz on Groove; 2009 folgte Le voyage de la vie. Im Duo mit Craig Torrance entstanden mehrere Produktionen. Weiterhin arbeitete er für Sarah Connor, für die er auch als Songwriter tätig war.